# Adenophora hunanensis
Adenophora hunanensis är en klockväxtart som beskrevs av Johann Axel Nannfeld. Adenophora hunanensis ingår i släktet kragklockor, och familjen klockväxter.

## Underarter
Arten delas in i följande underarter:
- A. h. huadungensis
- A. h. hunanensis